# Kubo Won’t Let Me Be Invisible
Kubo Won’t Let Me Be Invisible (jap. 久保さんは僕を許さない Kubo-san wa Boku wo Yurusanai) ist eine Manga-Serie von Nene Yukimori, die in Japan von 2019 bis 2023 erschien. Die romantische Komödie wurde als Anime adaptiert und in mehrere Sprachen übersetzt.

## Inhalt
Von den meisten seiner Mitschüler wird Junta Shiraishi (白石 純太) nicht beachtet. Er würde gern seine Jugend genießen, aber diese mangelnde Präsenz verhindert, dass Junta Freunde findet. Das geht so weit, dass die anderen Oberschüler oder auch Lehrer glauben, er würde die Schule schwänzen. Nur seine Sitznachbarin Nagisa Kubo (久保 渚咲) schenkt ihm Beachtung – ausgerechnet die Schönheit der Klasse. Sie ist sich seiner und ihrer Situation sehr bewusst und nutzt sie gern aus, Junta zu necken und seine spezielle „Fähigkeit“ auszutesten. Immerhin belebt das seinen sonst trüben Alltag und langsam entsteht eine Freundschaft zwischen den beiden. Mit der Zeit entwickeln sie dann tiefere Gefühle füreinander.

## Veröffentlichung
Der Manga erschien zunächst von Oktober 2019 bis März 2023 in einzelnen Kapiteln im Magazin Young Jump. Dessen Verlag Shūeisha brachte die Serie auch in zwölf Sammelbänden heraus. Bei Crunchyroll erscheint seit Mai 2024 eine deutsche Übersetzung von Stefanie Probst in bisher sieben Bänden (Stand Juli 2025). Auf Englisch wird die Serie von Viz Media veröffentlicht.

## Animeserie
Bei Studio Pine Jam entstand unter der Regie von Kazuomi Koga eine Adaption des Mangas als Anime in zwölf Folgen. Die Drehbücher schrieb Yūya Takahashi. Das Charakterdesign adaptierte Yoshiko Saitō, die künstlerische Leitung lag bei Sumiko Aihara und für die Kameraführung war Shinya Matsui zuständig. Die Verantwortung für den Ton lag bei Yuichi Imaizumi. Der Anime wurde im Mai 2022 erstmals angekündigt. Die je 23 Minuten langen Folgen wurden vom 10. Januar bis zum 20. Juni 2023 von den Sendern AT-X, Tokyo MX, BS11 und MBS in Japan gezeigt. Mit englischen Untertitel erfolgte eine Veröffentlichung auf der Plattform HiDive sowie Amazon Video, in Korea über den Sender Aniplus und in Südostasien über Animax Asia.

### Synchronisation
| Rolle            | japanische Stimme (Seiyū) |
| ---------------- | ------------------------- |
| Nagisa Kubo      | Kana Hanazawa             |
| Junta Shiraishi  | Kengo Kawanishi           |
| Hazuki Kudō      | Ai Kakuma                 |
| Tamao Taira      | Ayana Taketatsu           |
| Yoshie Shiraishi | Mamiko Noto               |
| Seita Shiraishi  | Mariya Ise                |
| Akina Kubo       | Miku Itō                  |
| Unsen Sensei     | Naoki Tatsuta             |
| Saki Kubo        | Sora Amamiya              |

### Musik
Die Musik der Serie wurde komponiert von Kujira Yumemi. Der Vorspann ist unterlegt mit dem Lied Dramatic Janakutemo von Kana Hanazawa und das Abspannlied ist Kasuka de Tashika von Dialogue+. Innerhalb der fünften Folge wird das Lied Futari ni Shukufuku o von Mion Yano eingespielt.